# Chilfa
Chilfa (arab. خلفة) – miejscowość w Syrii, w muhafazie Hims. W 2004 roku liczyła 1068 mieszkańców.